# Luisana Lopilato
Luisana Loreley Lopilato de la Torre (Buenos Aires, 18 maggio 1987) è un'attrice e modella argentina naturalizzata canadese.

## Biografia
Nata da Eduardo e Beatriz Lopilato, è di ascendenze italiane, essendo il bisnonno originario di Muro Lucano. Ha la 
cittadinanza italiana. 
É la sorella minore dell'attore Darío Lopilato e dell'attrice, conduttrice e nutrizionista
Daniela Lopilato.
È cresciuta in una famiglia cristiana evangelica.

### Carriera
Ha debuttato con la serie 100% vida e Mi familia es un dibujo nel 1995 e ha continuato lavorando come giovane modella, posando per Motor Oil e partecipando ad una pubblicità di gomme da masticare. Nel 1999, è stata scelta per interpretare Luisana Mazza nella telenovela Chiquititas, di Cris Morena. Ha firmato un contratto con Cris Morena Group, incidendo con il cast del programma quattro colonne sonore per ognuna delle stagioni alle quali ha partecipato: Chiqutitas Vol. 5 (1999), Chiqutitas Vol. 6 (2000), Chiquititas Vol. 6 (2001) e Chiquititas: Rincón de luz (2001). Ha ripreso il ruolo di Luisana Mazza in Chiquititas, la historia, una miniserie trasmessa nel 2001, e Chiquititas: Rincón de luz, una specie di finale di Chiquititas del 2001. Nel 2000 è apparsa nel film Un amor en Moises Ville.
Nel 2002, ha ottenuto il ruolo di Mía Colucci nella telenovela Rebelde Way, creata da Cris Morena. Ha recitato con Camila Bordonaba, Felipe Colombo e Benjamín Rojas, con loro ha formato il gruppo musicale Erreway, sciolti nel 2004, dopo il film Erreway: 4 caminos. Hanno pubblicato gli album Señales, Tiempo, Memoria. Señales e Tiempo hanno ottenuto la certificazione Platino in Argentina. Señales ha ottenuto il doppio Platino mentre Memoria ha ottenuto l'Oro. Il gruppo ha venduto oltre 5 milioni di copie. La compilation El disco de Rebelde Way ha segnato il loro ritorno come gruppo. Nel 2006 è stato annunciato che Luisana aveva lasciato gli Erreway e che Camila, Felipe e Benjamín avrebbero fatto il tour in Spagna come un trio chiamato Erreway en Espana.
Dopo Rebelde Way ha firmato con la Pol-ka Producciones, per la quale ha recitato in due telenovelas, Los secretos de papá e Los pensionados. Nel 2005 è apparsa in Casados con Hijos, la versione argentina di Sposati... con figli, interpretando il ruolo in origine interpretato da Christina Applegate: è stata candidata ad un Premio Martín Fierro come migliore attrice non protagonista. Ha poi lavorato con Cris Morena in Alma pirata, come protagonista, insieme a Benjamín Rojas, Mariano Martínez e Nicolás Vázquez.
Nel 2007 è stata ospite dei Los Premios MTV Latinoamérica, MTV Awards latini, con l'ex Miss Colombia Valerie Domínguez. È stata candidata nuovamente come migliore attrice non protagonista dai Premios ACE (Argentina) per il suo ruolo nello spettacolo teatrale Arlequín, servidor de dos patrones ed è apparsa nella commedia televisiva nominata al Premio Martín Fierro, El Capo. È stata scelta dalla rivista Gente come "La faccia dell'anno". Ha recitato con Rodrigo González e Sabrina Garciarena nel 2008 per la telenovela Encandilados, ed ha interpretato il ruolo di protagonista nello spettacolo teatrale La Cenicienta con Rodrigo Guirao Díaz. 
Dal 2008 al 2009 ha interpretato insieme a Gabriel Goity, Rodrigo Guirao Díaz, l'ex compagna negli Erreway Camila Bordonaba, Elías Viñoles e il fratello Darío nella serie Atracción x4. I protagonisti insieme formarono un gruppo, pubblicando in tutto due album . Luisana ha anche cantato i cori per una serie di brani inediti.
Nel 2009, è protagonista con Nicolás Cabré e Gimena Accardi nel film Papá por un día. Nel 2010 doppia un personaggio, Feifi nel film d'animazione Plumíferos. Nel 2010 Luisana finisce la serie su Canal 13 Alguien que me quiera, nella quale interpreta Bianca Rivera.
Nel 2011 recita a fianco di Juan Gil Navarro negli ultimi episodi della miniserie contro la violenza sulle donne, Maltratadas. Nel 2013, interpreta una giovane vittima di cancro nella seconda stagione del remake argentino di In Treatment, En terapia . È stata nominata per il premio Martin Fierro Award come migliore attrice non protagonista in un film drammatico. Nel 2014 ha recitato nella commedia Las Insoladas, diretta da Gustavo Taretto. Nel 2015 appare in un episodio della miniserie Variaciones Walsh. Nel 2016 è stata invitata a partecipare al talent show Tu Cara Me Suena, come parte della giuria.
Nel 2017 ha recitato nel film Los que aman, odian accanto a Guillermo Francella.
Nel 2018 ha interpretato il ruolo dell'agente di polizia Manuela "Pipa" Pelari nel film thriller poliziesco Perdida scomparsa, distribuito da Netflix. Nel 2020, ha ripreso il suo ruolo nel prequel, L'amica, pubblicato sempre sulla piattaforma Netflix.
Nel 2022 ha interpretato nuovamente il ruolo nel terzo fim della saga Un passato da cancellare, sequel del primo, anch'esso
distribuito da Netflix.

### Carriera come modella
È stata il volto principale per la marca di intimi Promesse dall'estate del 2006 all'inverno del 2010. Ha lavorato anche per la società di abbigliamento 47 Street con la partecipazione di Camila Bordonaba e Benjamín Rojas anch'essi membri del gruppo musicale Erreway, ma ha lasciato il progetto nel 2009 per motivi professionali. Ha anche fatto diverse pubblicità nel suo paese, e in Israele e ha dovuto rifiutarne altri in Spagna a causa dei troppi impegni.
Ha lavorato anche per Coca Cola, Axe, Gottex e Gillette, per la marca di lingerie Marcela Koury e per i prodotti L'Oréal Elvive.
Luisana è nota per la sua bellezza, apparendo in varie classifiche delle 100 donne più sexy al mondo: per esempio, nel 2011 il sito di FHM l'ha scelta come undicesima.
Nel 2023 ha sfilato all'evento Le Defilé L'Oréal
Paris Walk Your Worth a Parigi insieme a
Kendall Jenner, Helen Mirren, Camila Cabello, Miriam Leone, Elodie, Elle Fanning, Eva Longoria, Andie McDowell e altre celebritá.

## Vita privata
Dal 2000 al 2004 ha avuto una relazione con l’attore Felipe Colombo. Dal 2004 al 2006 ha poi frequentato il co-protagonista della telenovela Alma pirata, Mariano Martínez. Dal 2006 al 2008 ha avuto una relazione con il giocatore di tennis Juan Mónaco.
Nel novembre 2009 si fidanza con Michael Bublé. Il 31 marzo 2011 si sono sposati a Buenos Aires con un rito civile, seguito, il 2 aprile, dal rito religioso in Canada. Il 27 agosto 2013 è nato il primogenito Noah. Il 22 gennaio 2016 è nato il secondogenito, Elias. Il 26 luglio 2018 è nata la terzogenita, Vida Amber Betty. Il 19 agosto 2022 è nata la quartogenita, Cielo Yoli Rose.
Il 4 novembre 2016 comunicano che al primogenito Noah è stato diagnosticato il cancro al fegato, il 15 marzo 2017 annunciano che il bambino è guarito.
Vive a Vancouver, Burnaby. Nel 2023 ha ottenuto la cittadinanza canadese.

## Filantropia
Nel 2012, Luisana si è unita ad altre celebrità nella campagna di Cartoon Network per fermare il bullismo, chiamata "Basta bullismo, non restare in silenzio", in cui genitori e studenti sono invitati a firmare un impegno a reagire quando vedono situazioni di bullismo.
Nel 2013, insieme all'UNICEF, Luisana ha presentato "Mini Bublé"s Diary", una pagina web con informazioni e consigli per portare avanti una gravidanza sana. Attraverso questa piattaforma, Luisana ha condiviso online la propria esperienza per aiutare le donne di tutto il mondo a prendersi cura della propria gravidanza attraverso controlli prenatali, un'alimentazione sana e il rispetto del programma di vaccinazione.

## Filmografia

### Cinema
- Un amor en Moisés Ville, regia di Daniel Barone e Antonio Ottone (2001)
- Chiquititas: Rincón de luz, regia di José Luis Massa (2001)
- Erreway: 4 caminos, regia di Ezequiel Crupnicoff (2004)
- Papá por un día, regia di Raúl Rodríguez Peila (2009)
- Las Insoladas, regia di Gustavo Taretto (2014)
- Fair Market Value, regia di Ken Kushner (2016)
- Los que aman, odian regia di Alejandro Maci 2017)
- Perdida - Scomparsa, regia di Alejandro Montiel (2018)
- L'amica (La corazonada), regia di Alejandro Montiel (2020)
- Un passato da cancellare (Pipa), regia di Alejandro Montiel(2022)
- Matrimonio a punti (Matrimillas), regia di Sebastián de Caro (2022)
- Il cacio con le pere, regia di Luca Calvani (2023)
- Mensaje en una botella, regia di Gabriel Nesci (2025)

### Televisione
- Chiquititas – serial TV (1997)
- Mi familia es un dibujo – serial TV (1998)
- Chiquititas – serial TV (1999-2001)
- Rebelde Way – serial TV  (2002-2003)
- Los pensionados – serial TV (2004)
- Los secretos de papá – serial TV (2004-2005)
- Casados con Hijos – serial TV (2005-2006)
- Numeral 15 – miniserie TV (2005)
- Alma pirata – serial TV (2006)
- El Capo – serie TV (2007)
- Encandilados – miniserie TV (2008)
- Atracción x4 – serial TV (2008-2009)
- Alguien que me quiera – serial TV (2010)
- Maltratadas – miniserie TV, 2 episodi (2011)
- Lobo – serial TV (2012)
- En terapia – serie TV (2013)
- Una buona stagione – serie TV (2014)
- Variaciones Walsh – serie TV (2015)
- Nafta Súper – miniserie TV (2016)

### Doppiaggio
- Feifi in Plumíferos (2010)

### Spot pubblicitari
- 47 Street (2002-2007)
- McDonald's (Israele) (2004)
- Promesse (2007-2010)
- Marcela Koury (2011-2013)
- Último (Inghilterra) (2012-2013)
- Ona Saez Jeans (2012-2013)
- Nazaria (2012-2013)
- L'Oréal Elvive (2012-2018)

## Discografia

### Con gli Erreway

#### Album in studio
- 2002 — Señales
- 2003  — Tiempo
- 2004  — Memoria

### Colonne sonore
- 1999 – Chiquititas vol. 5
- 2000 – Chiquititas vol. 6
- 2001 – Chiquititas vol. 7
- 2001 – Chiquititas: Rincón de luz
- 2001 – Rincón de luz
- 2006 – Alma pirata
- 2008 – Atracción x4
- 2009 – Atracción x4 en Dream Beach

## Videografia
- 2009 – Michael Bublé - Haven't Met You Yet
- 2013 – Michael Bublé - Close Your Eyes
- 2022 - Michael Bublé - I'll Never Not Love You

## Teatro
- Chiquititas (1999-2001)
- Arlequín, servidor de dos patrones (2007)
- Princesa Cenicienta, el musical (2008)
- Casados con Hijos (2023)

## Tournée
- 2002/03 – Tour Señales
- 2003/04 – Tour Nuestro Tiempo
- 2004 – Gira de Despedida de Erreway

## Riconoscimenti
- 2006 - Premio Martín Fierro
  - Candidatura - Mejor actriz de reparto en comedia per Casados con Hijos
- 2007 - Premio ACE
  - Candidatura - Mejor actriz de reparto per Arlequín, servidor de dos patrones
- 2009 - Premios Cilsa
  - Vinto - Protección de animales
- 2013 - E! Awards
  - Candidatura - Celebrità dell'anno[33]
- 2013 - Kids' Choice Awards Argentina
  - Candidatura - Celebrità su Twitter[34]
- 2013 - Premios Tato
  - Candidatura - Mejor actriz protagónica en drama per En terapia
- 2014 - Premio Martín Fierro
  - Candidatura - Actriz de reparto per En terapia[35]
- 2014 - MTV Millennial Awards
  - Candidatura - Francotuiteador argentino dell'anno[36]
- 2015 - Premios Cóndor de Plata
  - Candidatura - Revelación femenina per Las insolada[37]

## Doppiatrici italiane
Nelle versioni in italiano delle opere in cui ha recitato, Luisana Lopilato è stata doppiata da:
- Francesca Bielli, Gloria Di Maria e Simona Chirizzi in Rebelde Way[38]
- Valentina Mari in Una buona stagione[39]
- Ilaria Egitto in L'amica e  Un passato da cancellare
- Eleonora Reti in Matrimonio a punti